# Profesor Klepec
Profesor Klepec (Peter Klepec) je komedija o življenju in filozofiranju čudaškega idealista, profesorja Petra Klepca. Avtor jo je poimenoval malo smešna in malo žalostna zgodba iz malomeščanskega življenja. Prikazuje slovenske izobražence pred drugo svetovno vojno, ki so se umikali iz političnega življenja. Dogodki v komediji so spretno povezani s prizori okoli zgodbe s kovčkom z ilegalnimi letaki. Drama je v knjižni obliki izšla leta 1949 pri Državni založbi Slovenije. 

## Osebe
- Erazem Žulaj, detektiv
- Bibijana, njegova sestra
- Kristinca, Žulajeva in Bibijanina sestra
- Peter Klepec, profesor
- Janez Skočir
- Ana, njegova sestra
- Študent Jože
- Ravnatelj
- Načelnik
- Žajbelj, žurnalist
- Boh, sluga

## Vsebina
Profesor Klepec je podnajemnik pri Žulaju in njegovih dveh sestrah, mlajši Kristini in starejši Bibijani. Živi mirno in odmaknjeno. Vendar pa se nekega majskega jutra vse spremeni. Na vrata potrka njegov nekdanji sošolec Skočir in ga prosi, naj mu shrani kovček s političnimi letaki, saj je sam v veliki nevarnosti. Klepec noče o tem niti slišati, vendar pa si premisli, ko se izkaže, da je dekle, ki jo že nekaj časa na skrivaj občuduje, Skočirjeva sestra Ana. Ko Skočir odide, se pri Klepcu oglasi študent Jože in mu prinese pismo svojega očeta. Izkaže se, da ga bodo izključili, ker se je politično udejstvoval. Prosi ga za pomoč. Takrat se izkaže Klepčev življenjski nazor: držati se je treba preizkušenih in ustaljenih vrednot in brati knjige, ki so stare vsaj sto let. Zato naprednemu mladeniču noče pomagati. Študent odide, v sobo pa pride njegov stanodajalec Žulaj. Občuduje kovček, ki se nenadoma odpre in ven se usuje kopica letakov. Žulaj najemnika seveda prijavi. Klepec se opravičuje pri ravnatelju, ki mu predlaga, naj se na konferenci potegne za študenta Jožeta, on pa bo uredil, da se mu ne bo nič zgodilo. Klepec se najprej upira, potem pa uvidi, da mu ne preostane nič drugega. Vendar pa ne gre vse tako gladko, saj Žulaj poroča tudi novinarju Žajblju in Načelniku. Medtem se profesorji odločijo, da fanta ne bodo vrgli iz šole in bo lahko opravljal maturo. Žulaj študenta pripre, doma pa pripravi ukano za Klepca. Medtem se pri Klepcu oglasi Skočir in Kristini razodene svojo ljubezen. Ko Klepec pride domov, ga Žulaj opije in zahteva, da mu pove, kdo je lastnik kovčka. Na koncu zabrusi, da je krivec tako ali tako že v zaporu, in Klepec naivno vpraša, ali so Skočirja že zaprli. Žulaju je vse jasno, zato odide, opitega Klepca pa Bibijana zapelje in zvabi v svojo sobo. Naslednje jutro Žulaj Klepca prisili, da zasnubi Bibijano. Klepec privoli, takrat pa k njemu pride obupana Ana. Prosi ga, naj reši njenega brata, in Klepec ji obljubi svojo pomoč. Pred vrati Ano čaka študent Jože in Klepcu je takoj jasno, da je njegovih upov konec, saj sta zaljubljena. Žulaj privede vklenjenega Skočirja in ga začne zasliševati. Kristina se vmeša, vso krivdo prevzame nase in pove, da se bo s Skočirjem poročila. Če ji bo Žulaj nasprotoval, bo policiji povedala vse o nezakonitem tihotapljenju in sprejemanju podkupnin. Žulaj se vda. Vsi so zadovoljni. Skočir, Ana, študent Jože in Kristinca se odpravijo praznovat na Rožnik, konservativna Klepec in Bibijana pa ostaneta doma, kjer sanjarita o svojem bodočem življenju  v miru in pokoju.

## Uprizoritve
Komedija je bila prvič leta 1940 (Peter Klepec) v SNG Ljubljana in leta 1951, pod naslovom Profesor Klepec.
Prvotno je bilo komediji naslov Peter Klepec, kar je satirično namigovalo na narobe junaka v znani ljudski pripovedki Petra Klepca. Tridejanko je avtor po vojni predelal v dramo iz štirih dejanj in zamenjal naslov v Profesor Klepec. Na novo je napisal drugo dejanje, saj se mu je zdelo, da je treba problematiko, iz katere je nastal profesor Klepec, bolj široko prikazati. 